# Levi Leipheimer

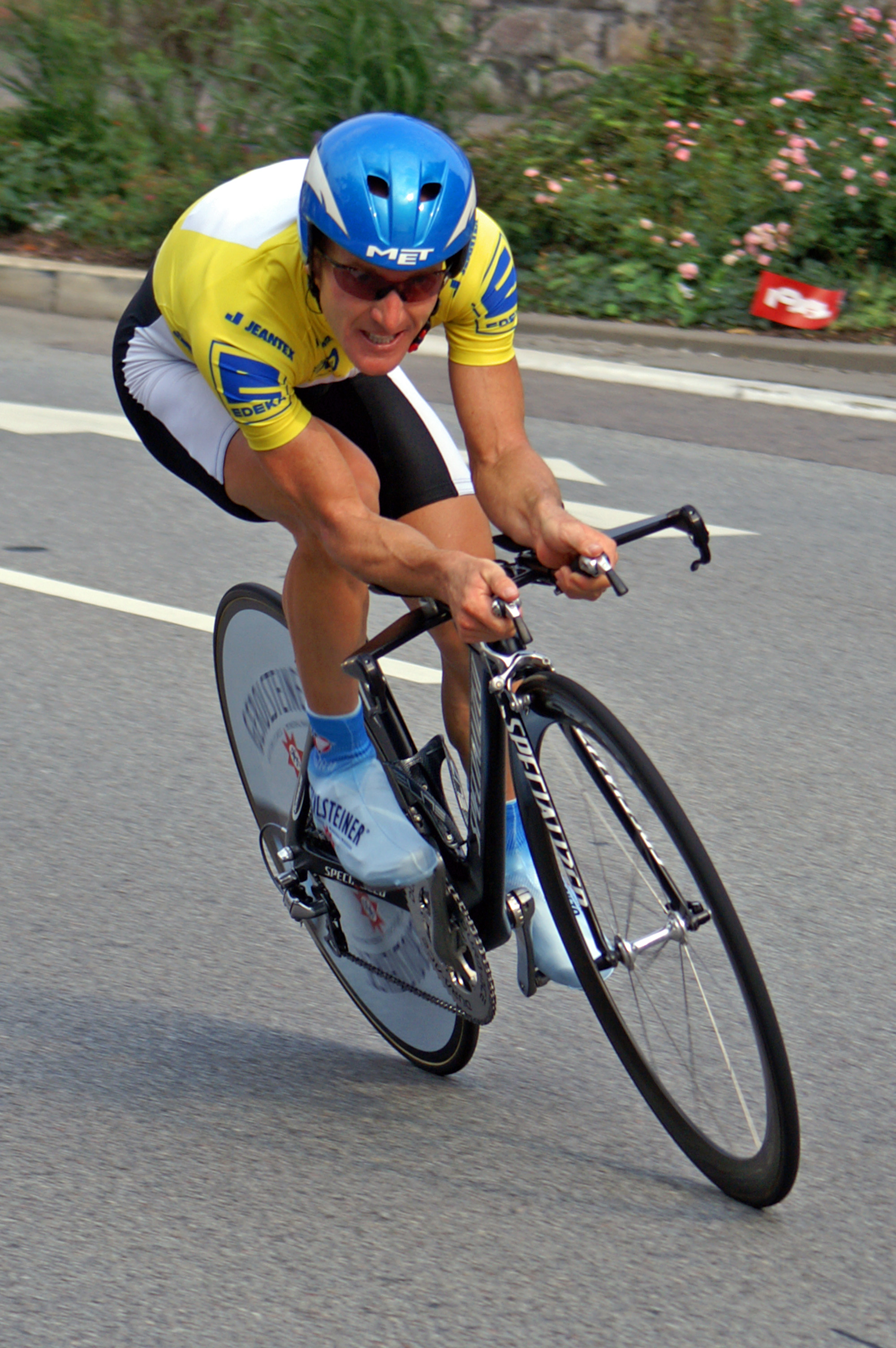
Levi Leipheimer au Tour d'Allemagne 2005

Levi Leipheimer, né le 24 octobre 1973 à Butte dans le Montana, est un coureur cycliste américain, professionnel de 1997 à 2012. À la fois bon grimpeur et spécialiste du contre-la-montre, il s'illustre sur les courses par étapes. Il a ainsi remporté le Tour de Californie (2007, 2008 et 2009) et le Tour de Suisse (2011). Il a également à son palmarès un podium au Tour d'Espagne 2008.
Il reconnaît en 2012 avoir participé au système de dopage interne à l'équipe US Postal, et accepte de témoigner contre son ex-leader Lance Armstrong. Son palmarès est annulé de juin 1999 à juillet 2006, ainsi que pour juillet 2007.

## Repères biographiques
Levi Leipheimer naît le 24 octobre 1973 à Butte dans le Montana. Après avoir pratiqué le ski alpin, il commence le cyclisme à l'âge de 13 ans.
Il s'est marié en 2000 avec Odessa Gunn, cycliste professionnelle canadienne qu'il a rencontrée lors d'une manche de la coupe du monde de cyclisme sur piste 1997 à Trexlertown, près de Philadelphie. Ils vivent à Santa Rosa en Californie.

## Carrière cycliste

### Carrière amateur
Après avoir couru en amateur en Belgique au sein de l'équipe sponsorisée par le festival Torhout-Werchter, Levi Leipheimer est stagiaire de l'équipe britannique F.S. Maestro - Frigas team en 1995. Il remporte le Tour de Namur.
Le 18 août 1996, Leipheimer, alors membre du Team Einstein, gagne le championnat des États-Unis de critérium. Il est cependant déchu de ce titre en raison d'un contrôle antidopage positif.

### Premières saisons professionnelles
En 1997, Levi Leipheimer devient coureur professionnel au sein de l'équipe Comptel, dirigée par John Wordin et dont est membre notamment Malcolm Elliott.
En 1998 et 1999, Levi Leipheimer court pour l'équipe Saturn de Tom Schuler, qui est alors la deuxième meilleure équipe américaine. Il remporte deux fois le Grand Prix de Beauce. En 1999, il devient champion des États-Unis du contre-la-montre et est médaillé d'argent de cette discipline aux Jeux panaméricains. En octobre, il est sélectionné avec Chann McRae pour le contre-la-montre des championnats du monde sur route dont il prend la 36e place, et il fait partie de l'équipe américaine de neuf coureurs participant à la course en ligne, dont il se classe 42e.

### 2000-2001: US Postal
En 2000, Levi Leipheimer est recruté par l'équipe américaine US Postal, dont le leader est Lance Armstrong, et dirigée par Johan Bruyneel. Son premier succès avec cette équipe est une étape du Circuit franco-belge 2000, disputée en contre-la-montre.
En août 2001, il se classe deuxième du Tour de Castille-et-León puis sixième du Tour de Burgos. Il participe ensuite à son premier grand tour, le Tour d'Espagne, avec pour leader Roberto Heras, le vainqueur sortant. Il se révèle au plus haut niveau lors de cette course. Il obtient ses meilleurs résultats en contre-la-montre, en se classant cinquième du contre-la-montre en côte à Arcalis, troisième de la première étape, et deuxième de la septième étape. Au départ du contre-la-montre final, il est cinquième du classement général, à 3 minutes et 55 secondes du premier, Óscar Sevilla. Leipheimer se classe deuxième de cette étape, à 14 secondes de Santiago Botero, après avoir dépassé les deux coureurs qui le précèdent au classement général, Roberto Heras et Juan Miguel Mercado. Il termine ainsi à la troisième place, à 2 minutes et 59 secondes du vainqueur Ángel Casero. Il est le premier Américain à monter sur le podium de la Vuelta. Deux semaines plus tard, il participe pour la deuxième fois aux championnats du monde sur route. Il est quatrième du contre-la-montre, à 25 secondes du vainqueur Jan Ullrich, et 28e de la course en ligne. À l'issue de cette saison, Levi Leipheimer passe de la 334e à la 18e place du classement UCI.

### 2002-2004: Rabobank
À la fin de l'année 2001, il s'engage, pour les saisons 2002 et 2003, avec l'équipe néerlandaise Rabobank, dont le manager Jan Raas a été convaincu par ses performances lors du Tour d'Espagne. Il remporte la Route du Sud en juin. Il participe à son premier Tour de France, avec le statut de leader de l'équipe Rabobank, avec Michael Boogerd. Leipheimer se classe huitième du classement général, à plus de 17 minutes du vainqueur Lance Armstrong. Il obtient une sixième place lors de la seizième étape arrivant à La Plagne et remportée par Boogerd. Sa saison s'achève au Tour des Pays-Bas, où une chute lui cause une occlusion intestinale. Il est opéré et hospitalisé pendant 12 jours,.
Au printemps 2003, Levi Leipheimer se classe huitième du Critérium du Dauphiné libéré. En juillet, il est avec Michael Boogerd et le sprinter Óscar Freire l'un des trois leaders de la Rabobank au Tour de France . Il doit cependant abandonner dès le deuxième jour de course, comme son coéquipier Marc Lotz, en raison d'une chute intervenue dans le dernier kilomètre de la première étape et lui causant une fracture,. Il vise alors le Tour d'Espagne, qui a lieu en septembre, et pour lequel il est désigné leader de l'équipe. Dès les premiers jours de course, il perd toute chance de bien figurer au classement général en arrivant dans un second peloton avec 13 minutes de retard lors de la deuxième étape, puis en perdant cinq minutes le lendemain,,. Il aide son coéquipier Michael Rasmussen à obtenir la septième place du classement général, et finit à la 58e place. À l'issue de cette saison décevante, il s'engage avec Rabobank pour l'année 2004, en acceptant un salaire plus faible. Pour sa troisième participation aux championnats du monde, il se classe douzième du contre-la-montre et 92e de la course en ligne.
En 2004, il participe pour la troisième fois au Tour de France. Il termine 9e du classement général final avec notamment une cinquième place lors de la 15e étape et une septième sur la 17e étape comme meilleur résultat.

### 2005-2006: Gerolsteiner
En septembre 2004, Levi Leipheimer s'engage pour les deux saisons suivantes avec l'équipe allemande Gerolsteiner. Il devient le co-leader de cette équipe pour les grands tours, avec l'Autrichien Georg Totschnig.
En 2005, il est deuxième du Tour de Géorgie, troisième du Critérium du Dauphiné libéré, sixième du Tour de France et remporte le Tour d'Allemagne.
En 2006, il gagne le Critérium du Dauphiné libéré, se classe treizième du Tour de France et deuxième du Tour d'Allemagne.

### 2007: Discovery Channel
En 2007, Leipheimer est de retour aux côtés de Johan Bruyneel, au sein de l'équipe Discovery Channel. Il remporte en début d'année le classement général et les deux étapes contre la montre du Tour de Californie. Il est désigné leader de l'équipe pour le Tour de France, Johan Bruyneel espérant qu'il monte sur le podium final. C'est finalement son coéquipier Alberto Contador, attendu au classement du meilleur jeune, qui remporte cette « grande boucle ». Vainqueur de l'avant-dernière étape, un contre-la-montre entre Cognac et Angoulême, Leipheimer est troisième du classement général, avec 31 secondes de retard sur Contador, et huit sur Cadel Evans, deuxième. En 2012, il avoue s'être dopé entre 1999 et 2007. L'USADA lui retire les résultats sportifs obtenus du 1er juin 1999 au 30 juillet 2006, et du 7 au 29 juillet 2007. Il perd donc le bénéfice des résultats obtenus sur ce Tour,.

### 2008-2009: Astana
Levi Leipheimer s'engage pour les saisons 2008 et 2009 avec l'équipe Astana, où il rejoint Johan Bruyneel, Alberto Contador et d'autres anciens membres de l'équipe Discovery Channel, qui disparaît. Astana est exclue de plusieurs courses importantes en raison des cas de dopage en 2007, bien que les coureurs concernés ne soient plus membres de l'équipe et que la direction ait été remplacée. Leipheimer lance une pétition pour amener ASO à revenir sur sa décision, sans résultat. Il gagne à nouveau le Tour de Californie, se classe quatrième du Tour de Castille-et-León, remporté par Contador, troisième du Tour de Géorgie. D'abord non-invitée au Tour d'Italie, l'équipe Astana y est finalement conviée par l'organisateur RCS, une semaine avant le départ. Astana s'y rend avec trois leaders, Alberto Contador, Andreas Klöden et Levi Leipheimer. Ces deux derniers remplissent finalement un rôle de coéquipier pour Contador, qui s'empare du maillot rose lors de la quinzième étape et gagne ce Giro. Leipheimer prend la 18e place du classement général. En juin, il est troisième du Critérium du Dauphiné libéré et en remporte le prologue. En août, il participe aux Jeux olympiques de Pékin. Il obtient la médaille de bronze du contre-la-montre et termine dixième de la course en ligne. Il est ensuite deuxième du Tour d'Espagne, qui voit une nouvelle victoire de Contador, avec 46 secondes d'avance. Ayant remporté les deux étapes contre-la-montre de cette Vuelta, Leipheimer est considéré comme le favori du championnat du monde du contre-la-montre. Il en prend la quatrième place.
L'année 2009 voit Lance Armstrong redevenir cycliste professionnel au sein de l'équipe Astana, trois ans après avoir arrêté sa carrière professionnelle. Leipheimer commence sa saison au Tour de Californie, dont il remporte l'étape contre-la-montre et le classement général, avec Armstrong pour équipier. Une chute lors de la troisième étape lui cause une fracture du sacrum, qui le contraint à renoncer à Paris-Nice. Il reprend la course au Tour de Castille-et-León, dont il gagne aussi le classement général et l'étape contre-la-montre, devant Alberto Contador. Il se rend ensuite aux États-Unis disputer des courses du calendrier national : il gagne une étape de la Sea Otter Classic, et deux étapes et le classement général du Tour of the Gila, avec l'aide d'Armstrong. En mai, Leipheimer est leader de l'équipe Astana au Tour d'Italie, qui fête son centenaire. Il est sur le podium du classement général jusqu'à la seizième étape, lors de laquelle il perd près de trois minutes, Armstrong l'aidant à limiter son retard. Il est finalement quatrième de ce Giro après les disqualifications pour dopage de Danilo Di Luca et Franco Pellizotti. Début juillet, il prend le départ du Tour de France à Monaco, au sein de l'équipe Astana qui aligne également Contador, Armstrong, Andreas Klöden. Leipheimer est sixième du prologue, puis remporte avec ses coéquipiers la quatrième étape, un contre-la-montre par équipes. Souffrant d'une fracture du scaphoïde, il doit quitter ce Tour après la douzième étape, tandis que Contador s'impose et Armstrong prend la troisième place. Il revient en course en septembre, au Tour du Missouri, dont il prend la cinquième place.

### 2010-2011: Team RadioShack
En septembre 2009, Leipheimer signe un contrat portant sur les saisons 2010 et 2011 avec la nouvelle équipe Team RadioShack, créée par Lance Armstrong et son entourage, et composée essentiellement d'anciens membres de l'équipe Astana, tant parmi les coureurs que dans son encadrement. 
Le principal objectif de Leipheimer en 2010 est le Tour de Californie. En raison du changement de date de cette course, disputée désormais en mai, il commence sa saison en Europe, contrairement aux saisons précédentes. Il dispute ainsi en février le Tour de l'Algarve, dont il prend la quatrième place, puis Paris-Nice et le Tour de Catalogne en mars. Il rejoint ensuite les États-Unis, où il gagne à nouveau le Tour of the Gila. Il ne parvient pas à remporter un quatrième Tour de Californie. Il finit troisième du classement général, à 25 secondes du vainqueur Michael Rogers. En juin, il termine dixième du Tour de Suisse.
Le Tour de France 2010 est la septième grande boucle à laquelle participe Leipheimer. L'objectif de l'équipe Team RadioShack est de permettre à Armstrong de gagner un huitième Tour de France. Cet objectif est cependant abandonné après la huitième étape arrivant entre Morzine et Avoriaz, où Armstrong perd près de 12 minutes. Sixième du classement général après les étapes alpestres, Leipheimer passe ensuite de la septième à la treizième place lors de la 17e étape arrivant au col du Tourmalet, où il perd neuf minutes sur Andy Schleck et Alberto Contador. Il obtient la douzième place au classement final,. L'équipe Team RadioShack remporte le classement par équipes.
En 2011, Levi Leipheimer termine huitième de Paris-Nice. En mai, il remporte la septième étape du Tour de Californie et termine l'épreuve à la deuxième place derrière son équipier Christopher Horner. En juin, il participe au Tour de Suisse. Il termine troisième du contre-la-montre de la neuvième étape, derrière Fabian Cancellara et son équipier Andreas Klöden. Cette performance lui permet de remporter l'épreuve devant l'Italien Damiano Cunego et le Néerlandais Steven Kruijswijk.
À la fin de l'année 2011, il signe dans l'équipe belge Omega Pharma-Quick Step.

### 2012: Omega Pharma-Quick Step
Leipheimer commence son emploi dans l'équipe de Patrick Lefevere sur le bon pied. En janvier, il remporte le Tour de San Luis en Argentine, ayant pour dauphin Alberto Contador. En avril, la malchance fait son œuvre : alors qu'il est en sortie d'entraînement la veille du départ du Tour du Pays basque, il se fracture le péroné lors d'une collision avec une voiture. Il confie qu'il était certain qu'il allait mourir immédiatement avant l'impact. Il revient après le procédé de guérison au Tour de Californie, où il se voit décerner le maillot du "Plus Courageux" dès la première étape pour souligner tous les efforts ayant été accomplis pour revenir à un niveau de compétition élevé après sa blessure. Il finit sixième au général de l'épreuve après avoir pris la neuvième place de l'étape reine dont la ligne d'arrivée se trouve au sommet de la montée du mont Baldy (en). Il enchaîne sur une autre performance au plus haut niveau lorsqu'il monte sur la troisième marche du podium du Tour de Suisse, précédé de Fränk Schleck et du gagnant Rui Costa.

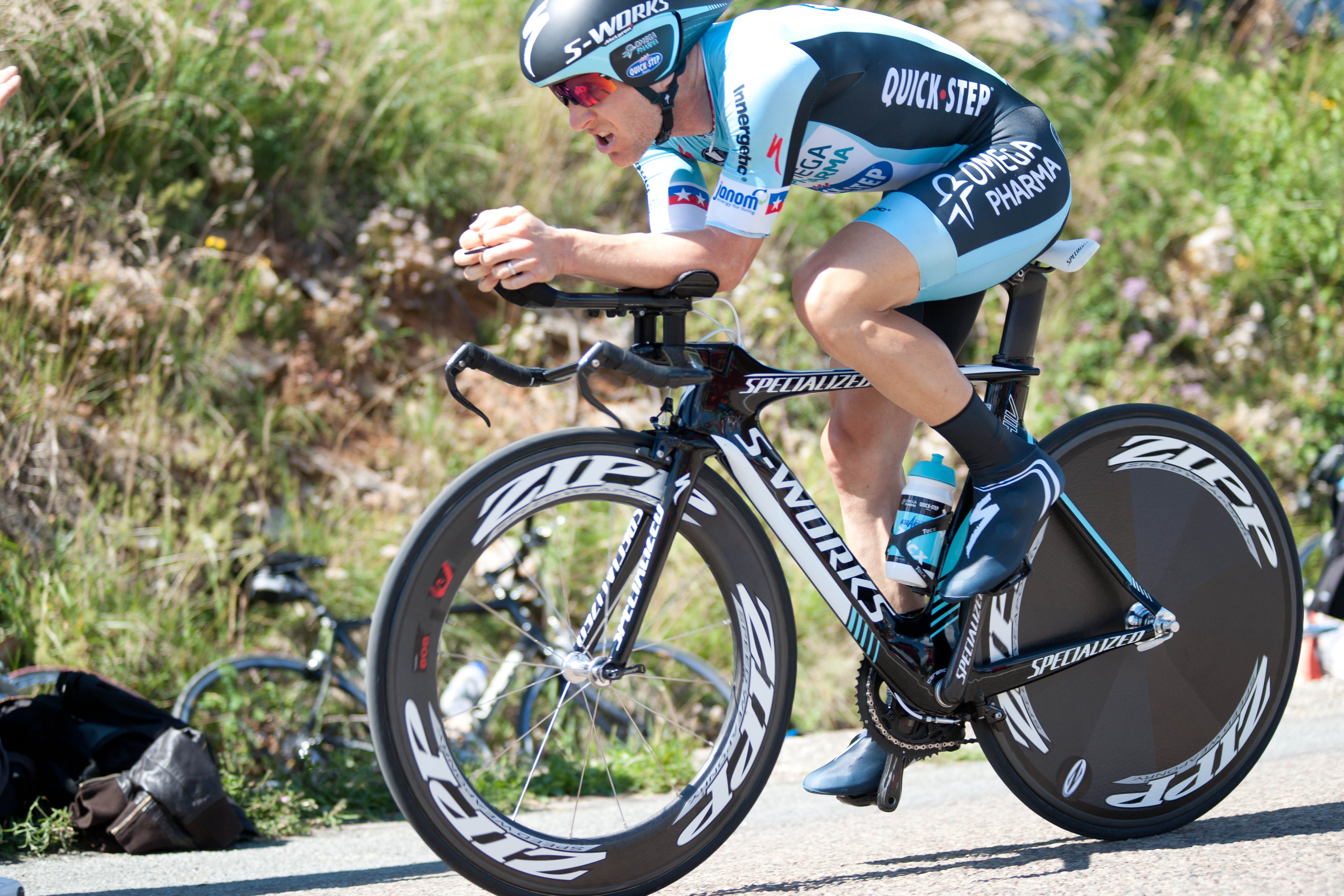
Levi Leipheimer lors du Tour de France 2012

Pour le Tour de France, Leipheimer a de grandes ambitions et informe la presse qu'il vise le podium. Pourtant, son Tour et celui de toute l'équipe Omega Pharma-Quick Step s'avère décevant ; aucune victoire d'étape et le coureur le mieux placé au général est le Slovaque Peter Velits à la 27e position, Leipheimer n'ayant pu faire mieux que 32e. Au cours de ce Tour, le journal néerlandais De Telegraaf révèle que Leipheimer aurait avoué s'être dopé et aurait témoigné contre son ancien coéquipier Lance Armstrong dans l'affaire opposant ce dernier à l'USADA. La réponse de Leipheimer aux journalistes agglutinés autour de lui au départ d'une étape est succincte : « Pas de commentaires ». 
Il participe ensuite au Tour de l'Utah, où il remporte la sixième et dernière étape, très montagneuse. Il franchit le col final de 17 kilomètres (l'Empire Pass) et redescend vers Park City pour l'emporter en solitaire. Il prend la sixième position au général. Il reste aux États-Unis pour prendre part une semaine plus tard au Tour du Colorado. Il s'empare du maillot jaune lors de la sixième étape vers Boulder, attaquant dans la dernière montée à 3 kilomètres de la ligne. Leipheimer se fait surprendre lors de la septième et dernière étape par Christian Vande Velde, qui le devance de 43 secondes dans le contre-la-montre individuel, lui chipant la victoire finale. Leipheimer se classe finalement troisième au général derrière Vande Velde et Tejay van Garderen.
Le 10 octobre, l'USADA annonce suspendre six mois Leipheimer, à la suite de ses aveux de dopage sur plusieurs saisons, dans le cadre de l'enquête menée par l'agence américaine concernant Lance Armstrong. Omega Pharma-Quick Step déclare tout d'abord le coureur « non-actif » avant de le licencier. En décembre, il annonce son intention de reprendre la compétition après sa suspension, s’achevant le 1er mars 2013. Ne trouvant pas d'équipe disposée à lui proposer un contrat, il confie, le 19 mai 2013, à un quotidien local The Press Democrat (en), avoir mis un terme à sa carrière. Établi depuis de nombreuses années à Santa Rosa, ses fans du comté de Sonoma sont surpris et déçus qu'elle puisse se terminer ainsi. À la différence de Lance Armstrong, son image n'est, semble-t-il, pas écornée et aucun ne songe à remettre en cause son implication dans des œuvres de charité, comme la cyclosportive Levi's GranFondo.

## Dopage
En 1996, Levi Leipheimer est destitué de son titre de champion des États-Unis à la suite d'un contrôle positif. 
Le 20 mai 2010, son ex-coéquipier Floyd Landis accuse Levi Leipheimer d'avoir œuvré à des pratiques dopantes lorsqu'il était dans l'équipe US Postal Service.
Le 4 août 2010, lors de la présentation de son livre Garantiert Positiv, Hans-Michael Holczer, l'ancien manager de son équipe Gerolsteiner, accuse Leipheimer, d'avoir « très probablement » manipulé ses valeurs sanguines lors du Tour de France 2005.
En 2012, Levi Leipheimer fait partie des anciens coureurs de l'US Postal/Discovery Channel témoignant devant l'USADA des pratiques de dopage au sein de cette équipe. Il avoue s'être dopé entre 1999 et 2007. L'USADA le suspend pour six mois à compter du 1er septembre 2012 et lui retire les résultats sportifs obtenus du 1er juin 1999 au 30 juillet 2006, et du 7 au 29 juillet 2007,. Il est licencié de l'équipe Omega Pharma-Quick Step à la suite de ses aveux.

## Vie privée
Marié, Levi Leipheimer est un militant engagé dans le domaine des droits des animaux. Avec sa femme Odessa Gunn, une ancienne cycliste professionnelle, il fonde Freedom Hill en 2004, une organisation dédiée aux animaux. Il est également actif dans l'organisation de défense des droits des animaux PETA.
Durant sa carrière de coureur, il vit alternativement à Santa Rosa (Californie) et à Gérone, en Espagne. En octobre 2017, sa maison de Santa Rosa est brûlée pendant les vastes incendies de forêt de Californie.

## Palmarès et résultats

### Résultats sur les grands tours
Résultats annulés de 1999 à 2006, et juillet 2007.

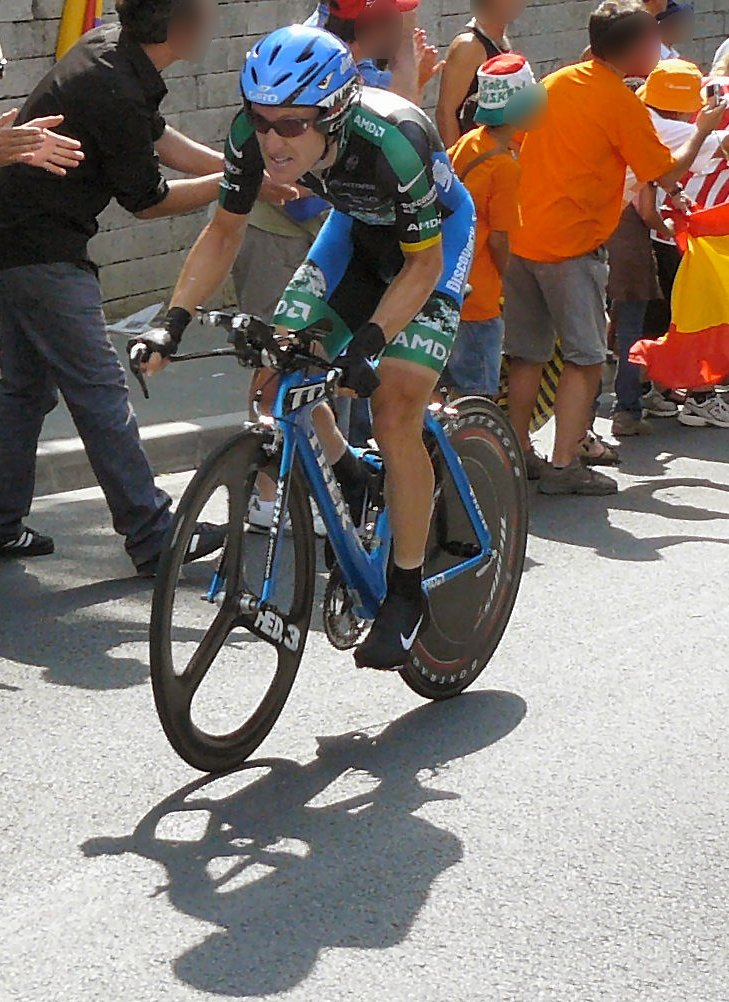
Levi Leipheimer au Tour de France 2007

#### Tour de France
10 participations
- 2002 : 8e
- 2003 : non-partant (2e étape)
- 2004 : 9e
- 2005 : 6e
- 2006 : 13e
- 2007 : 3e, vainqueur de la 20e étape (contre-la-montre)
- 2009 : non-partant (13e étape)
- 2010 : 12e[n 1],[47]
- 2011 : 32e
- 2012 : 32e

#### Tour d'Espagne
3 participations
- 2001 : 3e
- 2003 : 58e
- 2008 : 2e, vainqueur des 5e et 20e étapes (contre-la-montre),  maillot or pendant deux étapes

#### Tour d'Italie
2 participations
- 2008 : 18e
- 2009 : 4e

### Classements mondiaux
Jusqu'en 2004, le classement UCI concerne tous les coureurs ayant obtenu des points lors de courses du calendrier international de l'Union cycliste internationale (324 courses en 2004). En 2005, l'UCI ProTour et les circuits continentaux sont créés, ayant chacun leur classement. De 2005 à 2008, le classement de l'UCI ProTour classe les coureurs membres d'équipes ProTour en fonction des points qu'ils ont obtenus lors des courses du calendrier UCI ProTour, soit 28 courses en 2005, 27 en 2006, 26 en 2007. En 2008, le calendrier du ProTour est réduit à 15 courses en raison du conflit entre l'UCI et les organisateurs de plusieurs courses majeures. Les trois grands tours, Paris-Roubaix, la Flèche wallonne, Liège-Bastogne-Liège, le Tour de Lombardie, Tirreno-Adriatico et Paris-Nice ne sont donc pas pris en compte dans le classement ProTour 2008. En 2009 et 2010, un « classement mondial UCI » remplace le classement ProTour. Il prend en compte les points inscrits lors des courses ProTour et des courses qui n'en font plus partie, regroupées dans un « calendrier historique », soit au total 24 courses en 2009 et 26 en 2010. Ce nouveau classement prend en compte les coureurs des équipes continentales professionnelles. En 2011, l'UCI ProTour devient l'UCI World Tour et reprend dans son calendrier les courses qui l'avaient quitté en 2008. Il comprend 27 courses en 2011 et son classement ne concerne plus que les coureurs membres des 18 équipes ProTeam.
Levi Leipheimer apparaît pour la première fois au classement UCI en 1997. Il obtient son meilleur classement en 2005 : 7e.
| Année                  | 1997 | 1998 | 1999 | 2000 | 2001 | 2002 | 2003 | 2004 | 2005 | 2006 | 2007 | 2008 | 2009 | 2010 | 2011 | 2012 |
| ---------------------- | ---- | ---- | ---- | ---- | ---- | ---- | ---- | ---- | ---- | ---- | ---- | ---- | ---- | ---- | ---- | ---- |
| Classement UCI         | 933e | 352e | 217e | 334e | 18e  | 113e | 300e | 86e  |      |      |      |      |      |      |      |      |
| Classement ProTour     |      |      |      |      |      |      |      |      | 7e   | 17e  | 13e  | 28e  |      |      |      |      |
| Calendrier mondial UCI |      |      |      |      |      |      |      |      |      |      |      |      | 63e  | 97e  |      |      |
| UCI World Tour         |      |      |      |      |      |      |      |      |      |      |      |      |      |      | 26e  | 68e  |